# Diane Abbott
Diane Julie Abbott, född 27 september 1953 i Paddington i London, är en brittisk politiker (Labour). Hon är ledamot av underhuset för Hackney North and Stoke Newington sedan 1987. Abbott var den första svarta kvinnan att väljas in i parlamentet.
Innan hon blev parlamentsledamot arbetade hon bland annat som journalist. I oktober 2003 fick hon mycket kritik för att hon, samtidigt som hon kritiserade premiärminister Tony Blair och justitiekansler Harriet Harman för att skicka sina barn till förnäma statliga skolor, själv skickade sin son till en av landets finaste privatskolor.